# Ancyrona kosnovskorum
Ancyrona kosnovskorum is een keversoort uit de familie schorsknaagkevers (Trogossitidae). De wetenschappelijke naam van de soort werd in 2005 gepubliceerd door Kolibac.